# 19. Landwehr-Division (Deutsches Kaiserreich)
Die 19. Landwehr-Division war ein Großverband der Preußischen Armee im Ersten Weltkrieg.

## Gliederung

### Kriegsgliederung vom 22. September 1916
- 91. Reserve-Infanterie-Brigade
  - Landwehr-Infanterie-Regiment Nr. 383
  - Landwehr-Infanterie-Regiment Nr. 385
  - Landwehr-Infanterie-Regiment Nr. 388
  - 3. Eskadron/Reserve-Husaren-Regiment Nr. 6
  - Feldartillerie-Regiment Nr. 281
  - Pionier-Kompanie Nr. 303

### Kriegsgliederung vom 4. März 1918
- 91. Reserve-Infanterie-Brigade
  - Landwehr-Infanterie-Regiment Nr. 383
  - Landwehr-Infanterie-Regiment Nr. 385
  - Landwehr-Infanterie-Regiment Nr. 388
  - 3. Eskadron/Reserve-Husaren-Regiment Nr. 6
  - Feldartillerie-Regiment Nr. 91
- Pionier-Bataillon Nr. 419
- Divisions-Nachrichten-Kommandeur Nr. 519

## Gefechtskalender
Die Division wurde am 12. September 1916 an der Westfront zusammengestellt und nach der Schlacht in Flandern im November 1917 an die Ostfront verlegt. Hier kämpfte sie über den dortigen Waffenstillstand hinaus und beteiligte sich an der Besetzung von Livland und Estland als deutsche Polizeimacht. Nach Kriegsende kehrte die Division bis Mitte Februar 1919 in die Heimat zurück.

### 1916
- ab 26. September --- Stellungskämpfe an der Yser

### 1917
- bis 26. Mai --- Stellungskämpfe an der Yser
- 27. Mai bis 12. November --- Schlacht in Flandern
- 13. bis 21. November --- Transport nach dem Osten
- 22. November bis 5. Dezember --- Stellungskämpfe nördlich der Düna
- 6. bis 17. Dezember --- Waffenruhe
- ab 17. Dezember --- Waffenstillstand

### 1918
- bis 18. Februar --- Waffenstillstand
- 18. Februar bis 4. März --- Kämpfe zur Befreiung von Livland und Estland
  - 24. bis 25. Februar --- Besetzung von Pernau
- 5. März bis 18. November --- Besetzung von Livland und Estland als deutsche Polizeimacht
- ab 19. November --- Räumung von Livland und Estland

### 1919
- bis 11. Februar --- Räumung von Livland und Estland

## Kommandeure
| Dienstgrad      | Name                        | Datum                                 |
| --------------- | --------------------------- | ------------------------------------- |
| Generalleutnant | Karl von Jacobi             | 12. September 1916 bis 1. Januar 1917 |
| Generalmajor    | Prinz Heinrich XXX. Reuß    | 2. Januar 1917 bis 30. Juni 1918      |
| Generalmajor    | Arthur Freiherr von Ledebur | 1. Juli bis 14. Dezember 1918         |